# L Capital
L Capital est un fonds d'investissement dont le principal actionnaire est le groupe français LVMH et du Groupe Arnault. Fondé en 2001, il disparait quinze ans plus tard dans la fusion avec Catterton, créant L Catterton.

## Implantation
L Capital est implanté à Paris, Madrid, Milan et Londres avec un bureau support à New York.

Sa filiale L Capital Asia  est implanté à Bombay, Shanghai, Singapour, Hong-Kong et Melbourne.

## Historique
L Capital est créé en 2001 par le Groupe Arnault et LVMH afin de prendre des participations principalement dans les secteurs :
- Beauté et bien-être,
- Équipement de la personne,
- Équipement de la maison et de la famille
- Distribution spécialisée

En juillet 2009,  la filiale L Capital Asia est créée afin de pouvoir profiter des opportunités de prises de participations sur le marché asiatique dans les secteurs :
- Beauté et bien-être
- Mode, maroquinerie et accessoires
- Média et divertissement
- Distribution spécialisée
- Montres et Bijoux
- Mode de vie, alimentation et boissons

En 2016, LVMH a associé L Capital à la société de capital-investissement Catterton. La société fusionnée, L Catterton, est détenue à 60 % par les partenaires de la nouvelle société, le reste étant détenu par LVMH et le Groupe Arnault. Groupe Arnault est le premier actionnaire de LVMH, avec 46,5 % de son capital,.